# KBS
A KBS (Korean Broadcasting System, 한국방송공사; Hanguk Pangszong Kongsza (Hanguk Bangsong Gongsa)) – Dél-Korea egyik televíziós és rádiós műsorszolgáltatója, egyike a négy legnagyobb csatornának. 1947-ben hozták létre, az első televízióadást 1961-ben sugározták. A KBS-nek két földi csatornája van, a KBS1 és KBS2, egy műholdas csatornája és hét rádiócsatornája.
Észak-Koreával ellentétben (SECAM majd PAL formátum), Dél-Koreában az amerikaiak által kidolgozott NTSC – televíziós formátum terjedt el.

## Története

### 1950-es évek – A KBS elődje; a Televízió indulása Dél-Koreában
Dél-Koreában a KBS elődje (HLKZ-TV) 1956 május 12-én indult el.  1961-ben elindult a KBS (HLKA-TV).

### 1970-es évek – A Televízió terjeszkedése
A KBS csatorna állapota 1973. március 3-án kormányzati státuszról nyilvános műsorszóró állomásra változott. A KBS joidói (yeouidói) központjának építése 1976-ban kezdődött. 1979-ben a KBS rádió FM-hullámban kezdett sugározni KBS Stereo (ma KBS 1FM) néven.

### 1980-as évek – Családegyesítési projekt
A KBS elindított egy műsort, amelynek a célja a koreai családok egyesítése volt, akiket a hidegháború és a koreai háború különválasztott.

### 2000-es és 2010-es évek
Az első HD programok 2001-es sugárzása után a KBS 2012-ben teljesen áttért a digitális műsorszórásra. 
2013 márciusában a számítógépes leállások sújtották a dél-koreai televízióállomásokat, beleértve a KBS-t is. A dél-koreai kormány észak-koreai kapcsolatot állított a márciusi kibertámadásokban, amelyet Phenjan tagadott. 
2014-ben elindították a KBS World 24-et, főleg a koreaiak számára.
2017-ben a KBS elindította UHD (4K) műsorszolgáltatását.
2019-ben, a dél-koreai közszolgálati műsorszolgáltatóként a KBS katasztrófavédelmi műsorszolgáltatási rendszerében komoly reformot hajtott végre annak érdekében, hogy vészhelyzet esetén exkluzív segélyszolgálatokat nyújtson az ország lakosainak. A KBS elnök-vezérigazgatója vezeti a megújult rendszert, amely vészhelyzet esetén lehetővé teszi a szervezet maximális erőforrásainak felhasználását. A reform keretében a KBS a következőkre fog összpontosítani: gyors és hatékony vészhelyzeti közvetítés és lefedettség; alapvető információk átadása innovatív módon, végső célként a veszteségek és károk minimalizálása; digitális platformjainak megerősítése a széleskörű közönségcsoportok jobb kiszolgálása érdekében.

## Csatornák

### Televízió
- KBS-1 (A KBS kiemelt csatornája híreket és aktuális eseményeket, oktatást, drámát, sportot, gyermekműsorokat és kultúrát sugároz. 1961-ben indult HLKZ-TV néven, és kizárólag a licencdíjból finanszírozza működését, reklámmentesen.)[8]
- KBS-2 (A KBS szórakoztató és drámacsatornája. A KBS-2 emellett élő sportközvetítéseket, gyermekprogramokat, nyilvános információs filmeket, valamint kevesebb hír- és aktuális adást sugároz, ezek többsége a KBS1-en található.) [8]
- KBS UHD - Az ultra nagy felbontású csatorna.

A KBS-1 és a KBS-2 2012. december 31-én megszüntette az analóg szolgáltatásokat a digitális televízióra való átállás részeként.

### Rádió
- KBS Radio 1 – Hírek, aktuális események, dráma, dokumentumfilm és kultúra. 1927-ben indult és 1965-ben KBS Radio 1 lett a neve. [9]
- KBS Radio 2 – Zene. 1948-ban indult. [9]
- KBS Radio 3 – 1980-ban indult. [9]
- KBS 1FM – klasszikus zene és népzene. 1979-ben indult KBS Stereo néven, 1980-ban vette fel jelenlegi nevét. [9]
- KBS 2FM –  1966-ban indult Radio Seoul Broadcasting (RSB) néven. 2003 óta használja jelenlegi nevét. [9]
- KBS World Radio –  Dél-koreai nemzetközi rádiószolgáltatás, amelyet közvetlenül a kormány finanszíroz. [9]

## Válogatott televíziós sorozatai
- Szépek és gazdagok
- Iris
- Rock, Rock, Rock (televíziós sorozat)
- Sungkyunkwan Scandal
- The Snow Queen
- Full House
- Winter Sonata

## Külső hivatkozások
- A Wikimédia Commons tartalmaz KBS témájú kategóriát.